# Mary Hofer
Mary Hofer es una deportista estadounidense que compitió en natación sincronizada. Ganó una medalla de plata en el Campeonato Mundial de Natación de 2003, en la prueba combinación libre.

## Palmarés internacional
| Campeonato Mundial | Campeonato Mundial | Campeonato Mundial | Campeonato Mundial |
| Año                | Lugar              | Medalla            | Prueba             |
| ------------------ | ------------------ | ------------------ | ------------------ |
| 2003               | Barcelona (España) | Medalla de plata   | Combinación libre  |